# Daïra de Relizane
La daïra de Relizane est une circonscription administrative algérienne située dans la wilaya de Relizane. Son chef-lieu est situé sur la commune éponyme de Relizane.
La daïra regroupe les deux communes de Relizane et Bendaoud.

## Histoire
Créé par décret du 28 août 1955, rattaché au nouveau département de Mostaganem par le décret  du 28 juin 1956.

## Commune de la daïra
1. Relizane
2. Bendaoud